# Antoine de Castelnau
Antoine de Castelanu de Saint-Aulaire, mort en 1541 à Tolède, est un prélat français, évêque de Tarbes au XVIe siècle. Il est fils de Louis, seigneur de Castelnau, et Susanne de Gramont, et le frère de Louis de Castelnau, son successeur comme évêque de Tarbes.

## Biographie
Antoine est ambassadeur du roi en  Angleterre, et il y découvre les intrigues secrètes de Charles Quint qui propose le mariage de la princesse Marie, fille de Henri VIII, avec le frère du roi de Portugal, avec l'investiture du Milanais comme prix. Puis il est ambassadeur en Espagne. Chanoine à Dax et aussi abbé de Divielle ce neveu du Cardinal Gabriel de Gramont et de Charles de Gramont archevêque de Bordeaux  est  nommé évêque de Tarbes en 1534 grâce à l'influence de sa puissante famille maternelle. sous son épiscopat les premiers prédicateurs calvinistes protégés par Marguerite de Navarre commencent  l'agitation religieuses dans la région.